# Santa Mustiola
Mustiola (III secolo – III secolo) è stata una martire cristiana che la Chiesa cattolica considera santa.
È la santa patrona di Chiusi.

## Agiografia
La tradizione vuole che nel III secolo un cristiano di nome Ireneo (da non confondere con sant'Ireneo) venisse arrestato per aver dato sepoltura a un altro cristiano appena martirizzato. Ireneo venne portato a Chiusi e qui venne assistito da Mustiola, che era una cugina dell'imperatore Claudio II alla quale l'imperatore Aureliano aveva fatto uccidere il promesso sposo Lucio, che era cristiano. Secondo la fantastica invenzione di Adamo Rossi di Perugia, Lucio aveva tra l'altro regalato a Mustiola l'anello nuziale di san Giuseppe e Maria (il cosiddetto Santo Anello; al furto di questo anello si lega la quattrocentesca "Guerra dell'Anello").
Anche Mustiola fu arrestata e, dopo che Ireneo fu martirizzato, fu fustigata a morte. Si dice che, mentre tentava di scappare dalle guardie romane, Mustiola abbia attraversato il lago di Chiusi usando il proprio mantello come imbarcazione. Si dice anche che il 3 luglio di ogni anno, all'alba, sul lago si riveda ancora la scia del mantello di Mustiola.

## Culto
Il corpo della santa sarebbe stato ritrovato durante il pontificato di papa Sisto IV, proprio mentre il furto del cosiddetto Santo Anello (1473) infiammava i chiusini e li portava a guerra contro Perugia, mandante del furto della reliquia. Il ritrovamento del corpo calmò gli ardenti bollori e mise fine alla Guerra dell'Anello. Il Santo Anello rimase a Perugia dove è tuttora conservato nella cattedrale.
Il Martirologio Romano la ricorda il 23 novembre: "Presso Chiusi in Toscana, santa Mustìola, martire".
Viene festeggiata il 3 luglio. Ogni anno, in occasione della festa patronale, sulle sponde del lago viene ricordata la fuga miracolosa.